# Kōwa

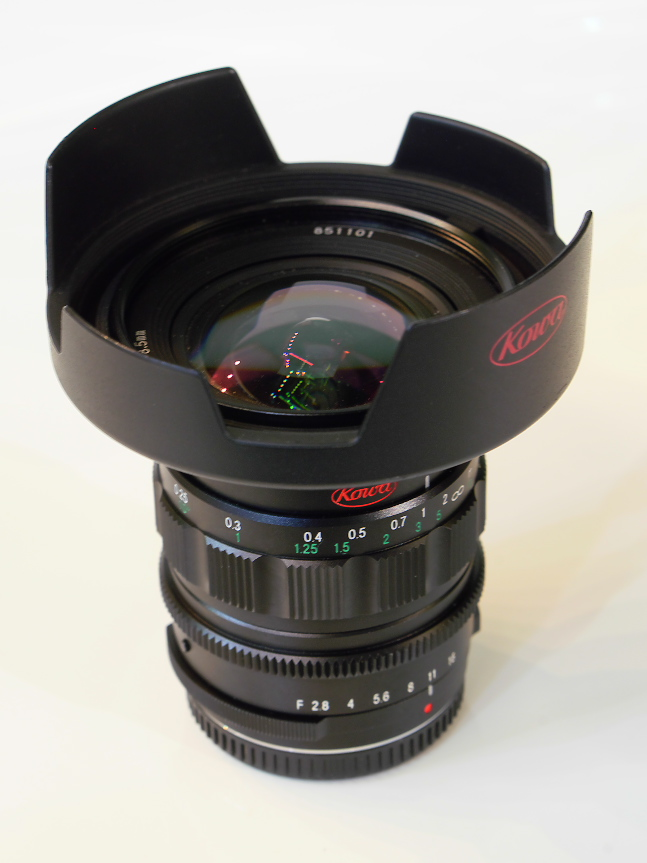
Kowa Prominar 8,5 mm F2,8, lichtstarkes Ultraweitwinkelobjektiv für das Micro-Four-Thirds-System

Kōwa K.K. (jap. 興和株式会社 Kōwa Kabushiki-gaisha, englisch Kowa Company, Limited) ist ein 1894 gegründetes japanisches Industrieunternehmen mit Sitz in Nagoya.
Die Kōwa-Gruppe ist auf den Gebieten der Pharmazie, Biowissenschaft, Informationstechnik, Chemieerzeugnisse, Textilverarbeitung, Maschinenbau sowie als Hersteller von Ferngläsern, Fotoobjektiven und optischen Instrumenten tätig.
Töchterunternehmen sind u. a. die Pharmaunternehmen Kōwa Sōyaku (Kowa Pharmaceutical) für verschreibungspflichtige und Kōwa Shin’yaku für nicht verschreibungspflichtige Medikamente, Kōwabō (Druckerei, Immobilien, Mitsubishi- und Mercedes-Benz-Vertragshändler), die Kōwa Optical (Kowa Optimed) für optische Instrumente und Sportoptik, das Kaufhaus Maruei und das Nagoya Kankō Hotel.